# Pierre Viret
Pour les articles homonymes, voir Viret.
Œuvres principales
- Disputations chrestiennes (1544)
- Instruction chrestienne (1556)

Pierre Viret (Orbe, 1509 ou 1510 - Bellocq, mars 1571) est un réformateur vaudois et une figure importante de la Réforme protestante, il est le seul réformateur francophone originaire de la Suisse romande actuelle.

## Biographie
Pierre Viret est issu d'une famille d'artisans. Son père, Guillaume Viret, bourgeois d'Orbe, est tailleur et retondeur de drap. Ses parents le destinent à la prêtrise. Après avoir effectué ses classes à Orbe, il part étudier en 1527 au Collège de Montaigu à Paris. C'est pendant ses études qu'à la lecture des œuvres de Martin Luther, il entre en contact avec les idées de la Réformation.
Lors de son retour à Orbe en 1530, après ses études, il est convaincu de devenir prédicateur par Guillaume Farel. Le 6 mai 1531, il fait son premier prêche dans sa ville natale, dont il sera le prédicant pendant deux ans. En parallèle, il parcourt le Pays de Vaud et étend son apostolat à Grandson, Avenches et Payerne.
Appelé à Neuchâtel, il élabore avec Farel, Olivétan, Antoine Marcourt et Pierre de Vingle une stratégie en quatre axes : la diffusion de placards dénonçant les abus de l'Église, la publication de pamphlets, la prédication publique et la disputatio. Nommé pasteur à Lausanne au début de 1536, il dirige en grande partie, à la demande de Leurs Excellences de Berne, du 1er au 8 octobre 1536, la dispute de Lausanne, qui met en opposition à la cathédrale 174 prêtres catholiques face à une poignée de Réformateurs dont Pierre Viret, Guillaume Farel et Jean Calvin. À la suite de celle-ci, plusieurs moines et chanoines se rallient à la Réformation. Berne, considérant la victoire des Réformateurs, promulgue un mandement interdisant de célébrer la messe. Ce mandement et les édits ultérieurs font basculer le Pays de Vaud dans la Réformation. Au lendemain de la Dispute, des fanatiques détruisent le grand crucifix de la cathédrale. Les autels, les grilles et les orgues sont démontés. La plupart des objets de la messe sont emmenés à Berne, où l'or et l'argent sont fondus en pièces de monnaie. Viret est nommé second pasteur de Lausanne, la première place ayant été réservée à l'ancien moine français Pierre Caroli.
L'année suivante, Viret commence son activité d'enseignant à l'Académie de Lausanne (Schola Lausannensis), école de théologie récemment fondée par les Bernois. Viret prend la place de premier pasteur.
Les relations entre Leurs Excellences et Pierre Viret deviennent par la suite tendues. Viret souhaite une Église indépendante des institutions politiques mais placée sous la protection de l'État. Il demande de pouvoir examiner préalablement la foi et les mœurs de ceux qui se présentent à la communion. Leurs Excellences de Berne estiment que ce contrôle leur appartient. D'autres divergences apparaissent concernant le catéchisme et la liturgie.
En 1559, à l'issue de son bras de fer avec les Bernois, il est enfermé trois jours au château Saint-Maire. Il est destitué de ses fonctions. Il part alors pour Genève le 2 mars, où il exerce comme prédicateur et dont il reçoit la bourgeoisie le 25 décembre, en même temps que Jean Calvin. En septembre 1561, pour des raisons de santé et pour consolider les Églises du Sud de la France, il quitte Genève pour Nîmes et occupe le poste de professeur de théologie à l'Académie de la ville jusqu'en 1562. Il va ensuite à Lyon de 1562 à 1565. Il y préside en 1563 le quatrième synode national des Églises réformées de France. Les Jésuites lyonnais, essayant d'affaiblir le parti réformé, parviennent à faire expulser Viret en 1565. Il part donc pour Orange, principauté indépendante sous la protection de Guillaume de Nassau, puis à Montpellier en décembre 1566. Expulsé de France, il passe les dernières années de sa vie à l'invitation de Jeanne d'Albret, à Pau, capitale de son royaume de Navarre. En tant pasteur surnuméraire il supervise la réformation du Béarn, et révise le règlement de l'Académie d'Orthez. Le 4 mai 1569, le duc d'Anjou, futur Henri III, donne l'ordre de s'emparer du Béarn, afin d'en extirper l'« hérésie ». Viret est emprisonné jusqu'à ce que Gabriel Ier de Montgommery reconquière les États de la reine. Viret, libre, poursuit alors sa mission jusqu'à sa mort en 1571, en route pour se rendre au synode de La Rochelle.
« Entre les grandes pertes que j’ai faites durant et depuis les dernières guerres, écrit Jeanne d’Albret, je mets au premier lieu la perte de Monsieur Viret que Dieu a retiré à soi ».

### Vie privée
Pierre Viret épouse à Orbe le 6 octobre 1538 Élisabeth Turtaz, qui meurt sept ans plus tard. Il se remarie en novembre 1546 avec la veuve Sébastienne Carraz, née de Laharpe, de Rolle. Deux filles naissent de ce deuxième mariage, dont les parrains sont Guillaume Farel et Jean Calvin.
Il établit son dernier testament à Pau en février 1570.

## Commémoration
Pierre Viret, le chaînon manquant !, spectacle théâtral et musical prévu pour 2011 et créé pour le 500e anniversaire de sa naissance par Jean-Néville Dubuis (auteur, metteur en scène et scénographe), sur une musique de Frank Urfer qui en est également le chef d'orchestre.

## Œuvres
- Épistre consolatoire, envoyée aux fidèles qui souffrent persécution pour le nom de Jésus et vérité évangélique, 1541 & chez Rivery, 1559, 79 pages (→ lire en ligne)
- Dialogues du desordre qui est a present au monde, et des causes d'iceluy et du moyen pour y remedier, Genève, 1545, 1010 pages (→ lire en ligne)
- Du devoir et du besoing qu'ont les hommes à s'enquerir de la volonté de Dieu par sa Parolle, et de l'attente et finale resolution du vray concile, [Genève]: [Jean Girard] 1551.
- Exposition familière faicte par dialogues sur le Symbole des apostres : contenant les articles de la foy, et un sommaire de la religion chrestienne, Genève : chez Jean Girard, 1552 (→ lire en ligne)
- Le requiescat in pace du purgatoire, fait par dialogues, en manière de deuis, imprimerie de Jean Gérard, 1552 (→ lire en ligne)
- L'office des mortz fait par Dialogues en maniere de deuis, 1552 (→ lire en ligne)
- Instruction chrestienne et somme générale de la doctrine comprinse ès Sainctes Escritures, Genève : imprimerie de Conrad Badius, 1556 (→ lire en ligne)
- Métamorphose chrestienne, faite par dialogues, Genève : imprimé par Jacques Bres, 1561 (→ lire en ligne)
- Satyres chrestiènes de la cuisine papale, imprimé par Conrad Badius, 1560 (→ lire en ligne)
- Instruction chrestienne en la doctrine de la loy et de l'Evangile et en la vraye philosophie et théologie tant naturelle que supernaturelle des chrestiens, […], le tout divisé en trois volumes, Genève : chez Jean Rivery, 1564 (→ lire en ligne)
- De l'institution des heures canoniques, et des temps determinez aux prieres des chrestiens, Lyon, Jean Saugrain, 1564 (lire en ligne)
- L'Intérim, fait par dialogues, Lyon, 1565 ; réédité par Guy R Mermier, New York : chez Peter Lang, 1985.
- Sous la direction de A.-L. Hofer, Instruction chrétienne en la doctrine de la Loi et de l'Évangile (1564), L'Âge d'homme, 2004, 2009 et 2013, 844 p. (ISBN 978-2-8251-1416-2, 9782825136737 et 9782825142837, présentation en ligne).
- De theatrica Missae saltatione Cento, centon composé de vers latins provenant de divers poètes.
- Ouvrage de référence de 864 pages présentant l'intégralité des ouvrages publiés par Viret : Dominique-Antonio Troilo, L’œuvre de Pierre Viret : L’activité littéraire du Réformateur mise en lumière, Lausanne/Paris, L'Age d'Homme, 2012, 863 p. (ISBN 978-2-8251-4216-5, présentation en ligne).